# Nelson (Nebraska)
Pour les articles homonymes, voir Nelson.
La ville de Nelson est le siège du comté de Nuckolls, dans l’État de Nebraska, aux États-Unis. Elle comptait 488 habitants lors du recensement de 2010.

## Histoire
Nelson est devenue le siège du comté en 1872, statut qu’elle a conservé après que la ville de Superior l’a contesté en 1889. Elle comptait 1 000 habitants en 1900 mais sa population a graduellement décliné depuis cette date.